# Qāhān
Qāhān (persiska: قاهان) är en ort i Iran.   Den ligger i provinsen Qom, i den centrala delen av landet, 150 km sydväst om huvudstaden Teheran. Qāhān ligger 1 519 meter över havet och antalet invånare är 715.
Terrängen runt Qāhān är kuperad.Runt Qāhān är det ganska tätbefolkat, med 100 invånare per kvadratkilometer. Närmaste större samhälle är Dastjerd, 19,3 km söder om Qāhān. Trakten runt Qāhān består i huvudsak av gräsmarker.